# 訃報 1983年4月
訃報 1983年4月（ふほう 1983ねん4がつ）では、1983年（昭和58年）4月中に物故した、又は物故が報じられた人物についてまとめる。

## （1日 - 15日）

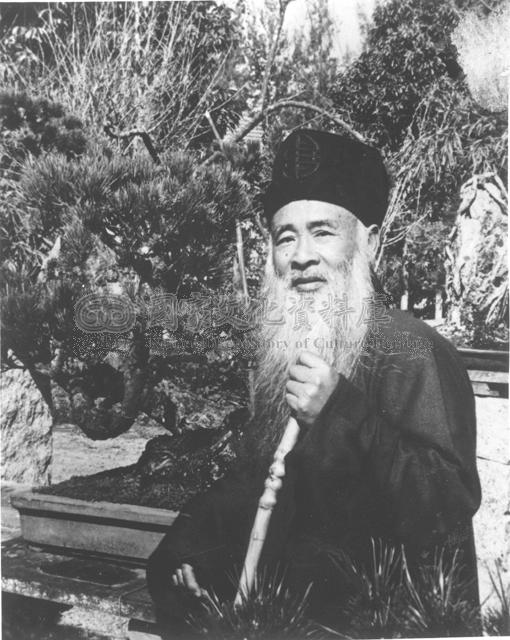
張大千／4月2日没

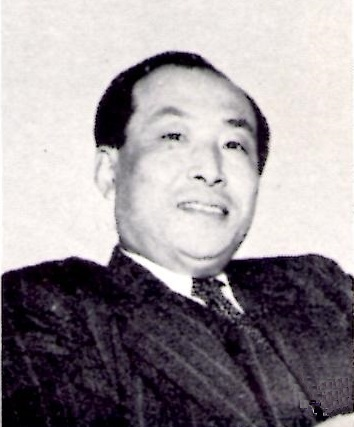
木俣修／4月4日没

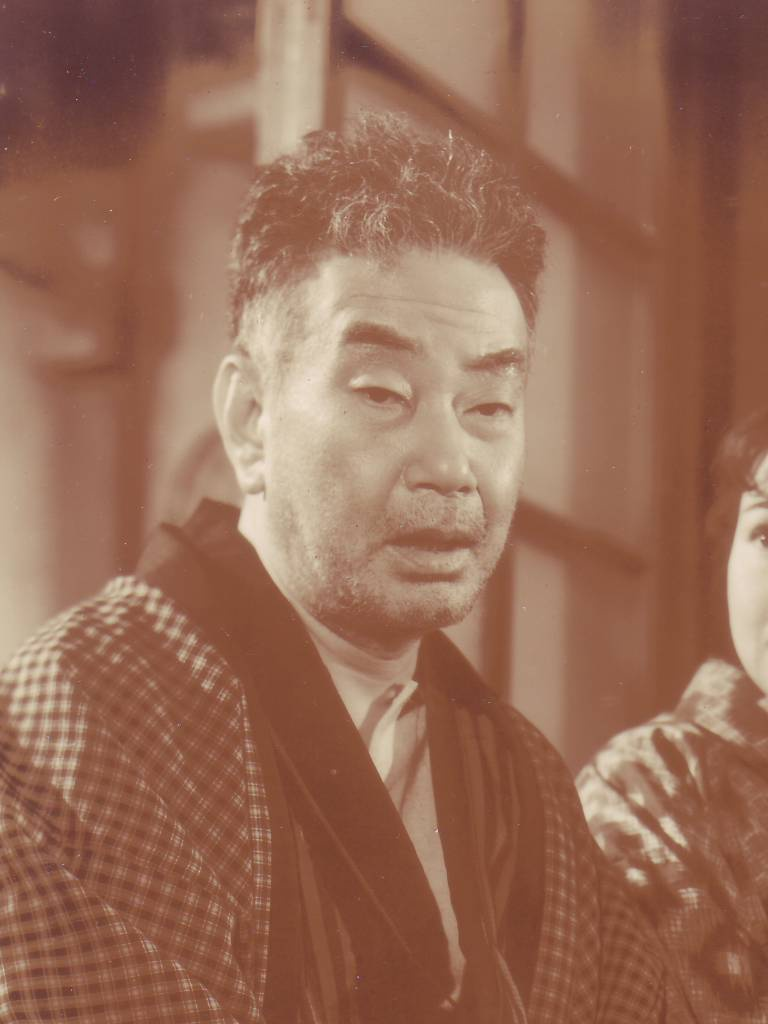
中村鴈治郎／4月13日没

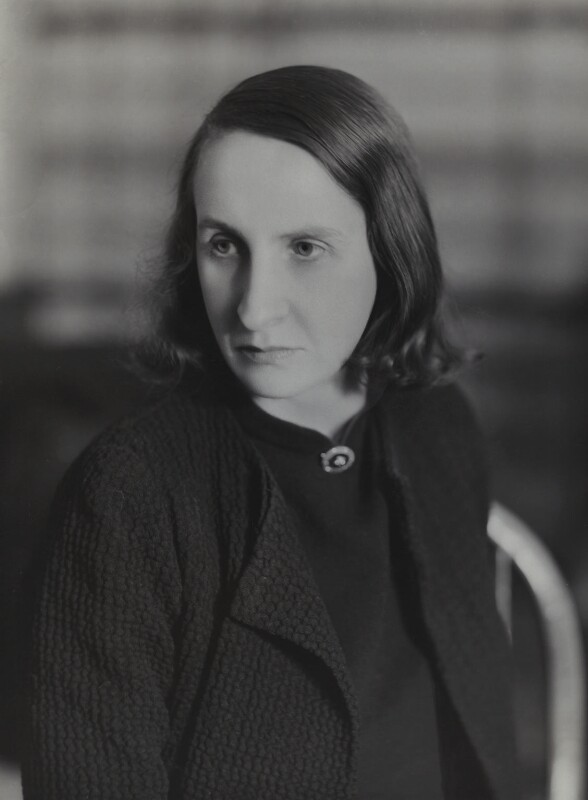
エリザベス・ラッチェンス／4月14日没

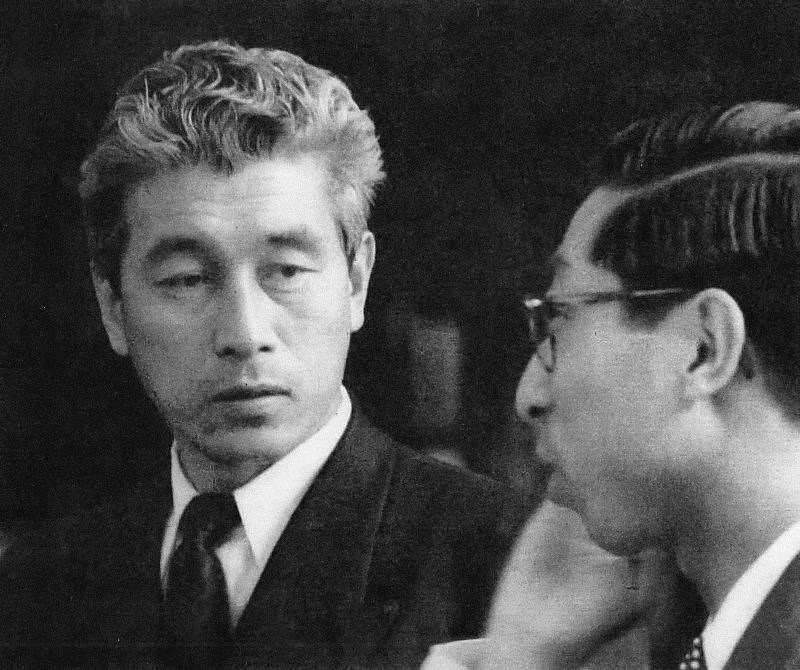
八田一朗（左）／4月15日没

- 4月2日 - 高垣眸、作家(* 1898年)
- 4月2日 - 張大千、画家(* 1899年)
- 4月4日 - 木俣修、歌人(* 1906年)
- 4月13日 - 中村鴈治郎、歌舞伎役者(* 1902年)
- 4月14日 - エリザベス・ラッチェンス、作曲家(* 1906年)
- 4月15日 - 八田一朗、アマチュアレスリング選手・指導者(* 1906年)

## （16日 - 30日）

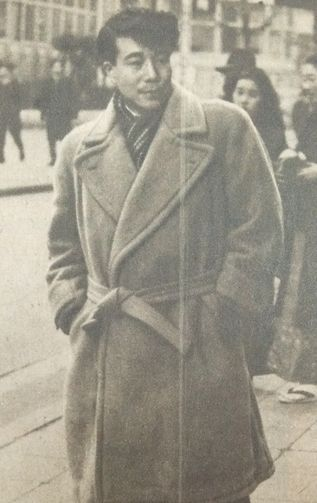
中原淳一／4月19日没

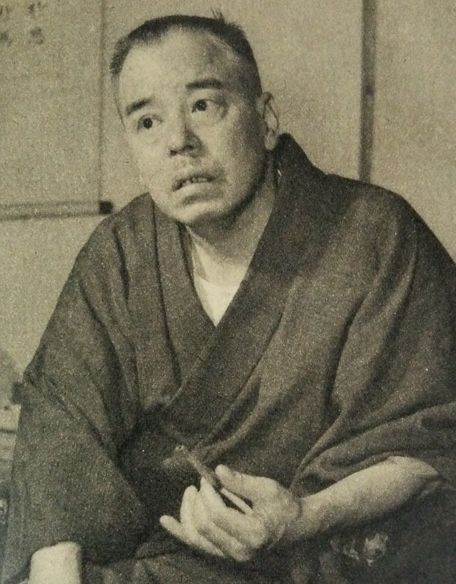
安田徳太郎／4月22日没

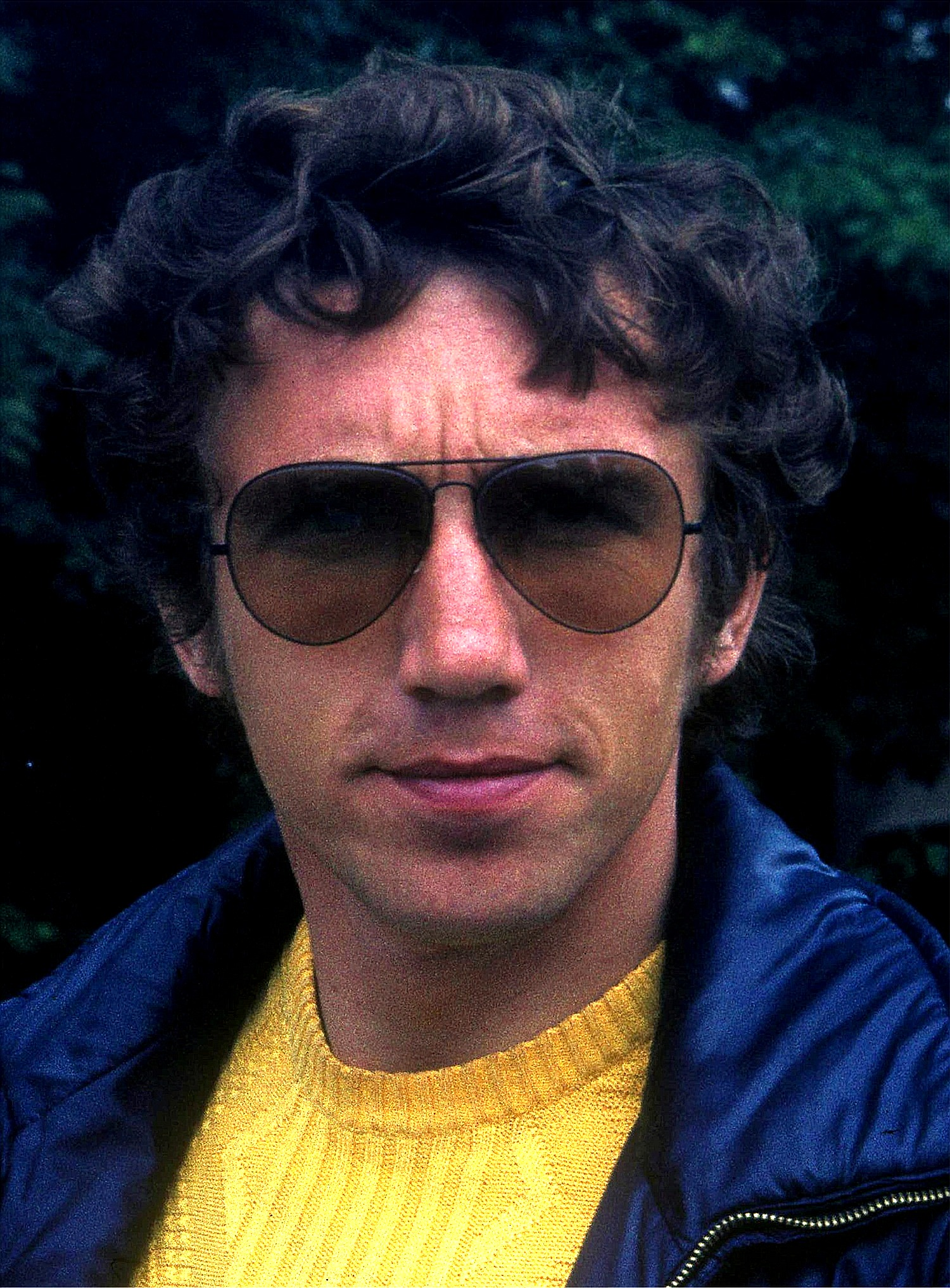
ロルフ・シュトメレン／4月24日没

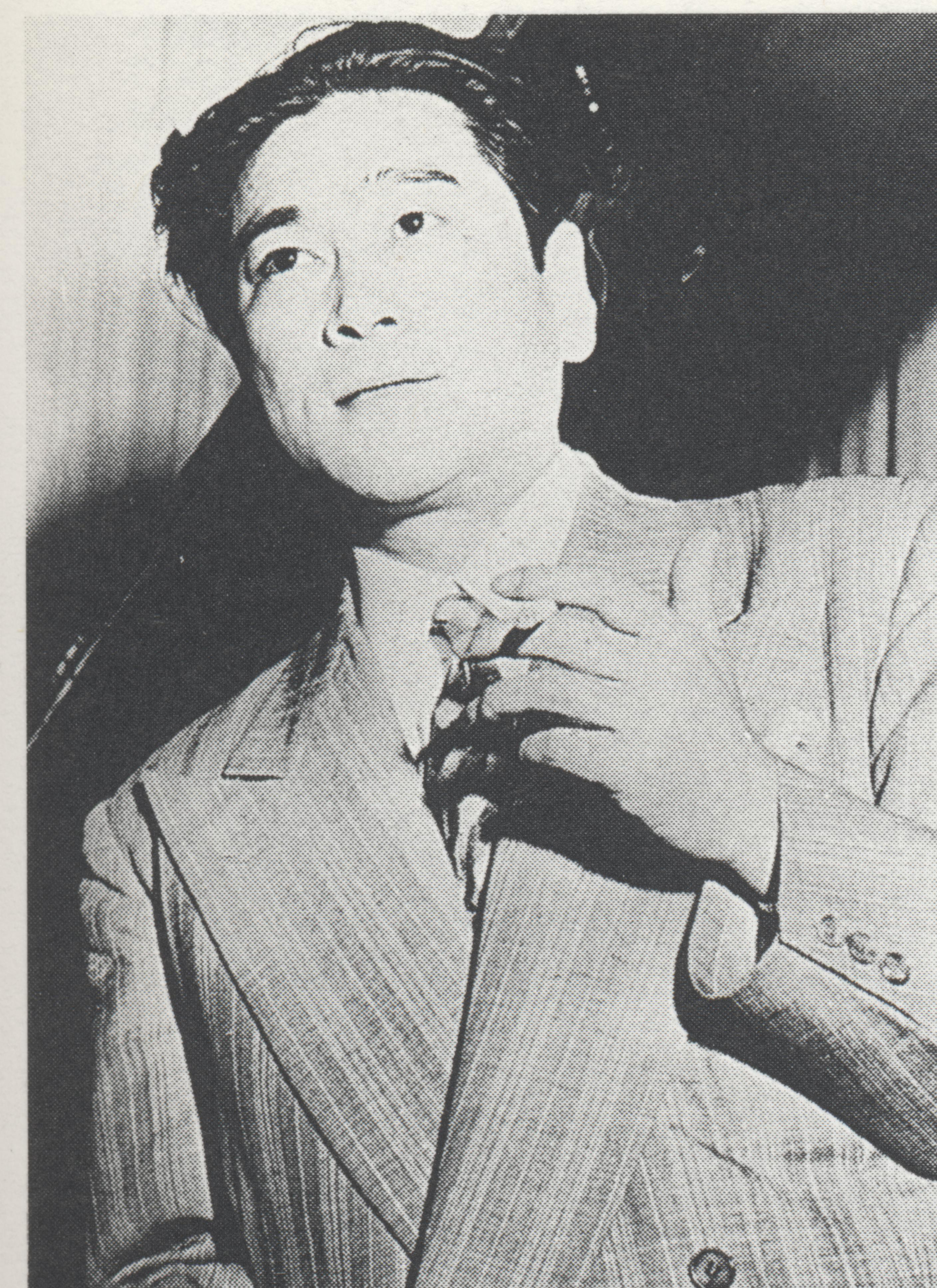
伊藤久男／4月25日没

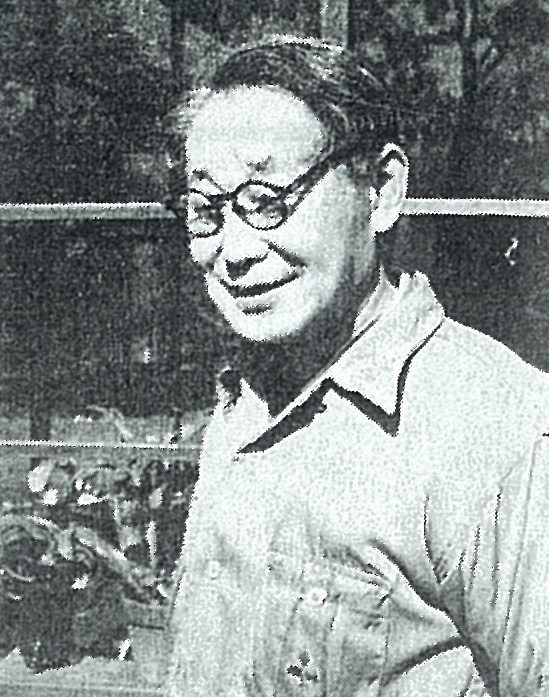
山口長男／4月27日没

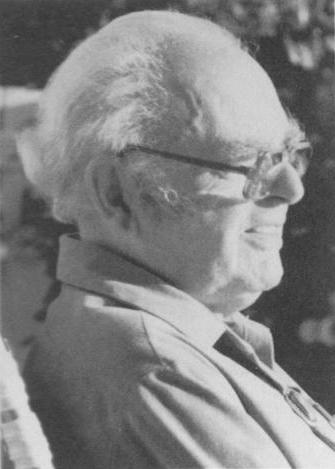
バルト・ボーク／4月28日没

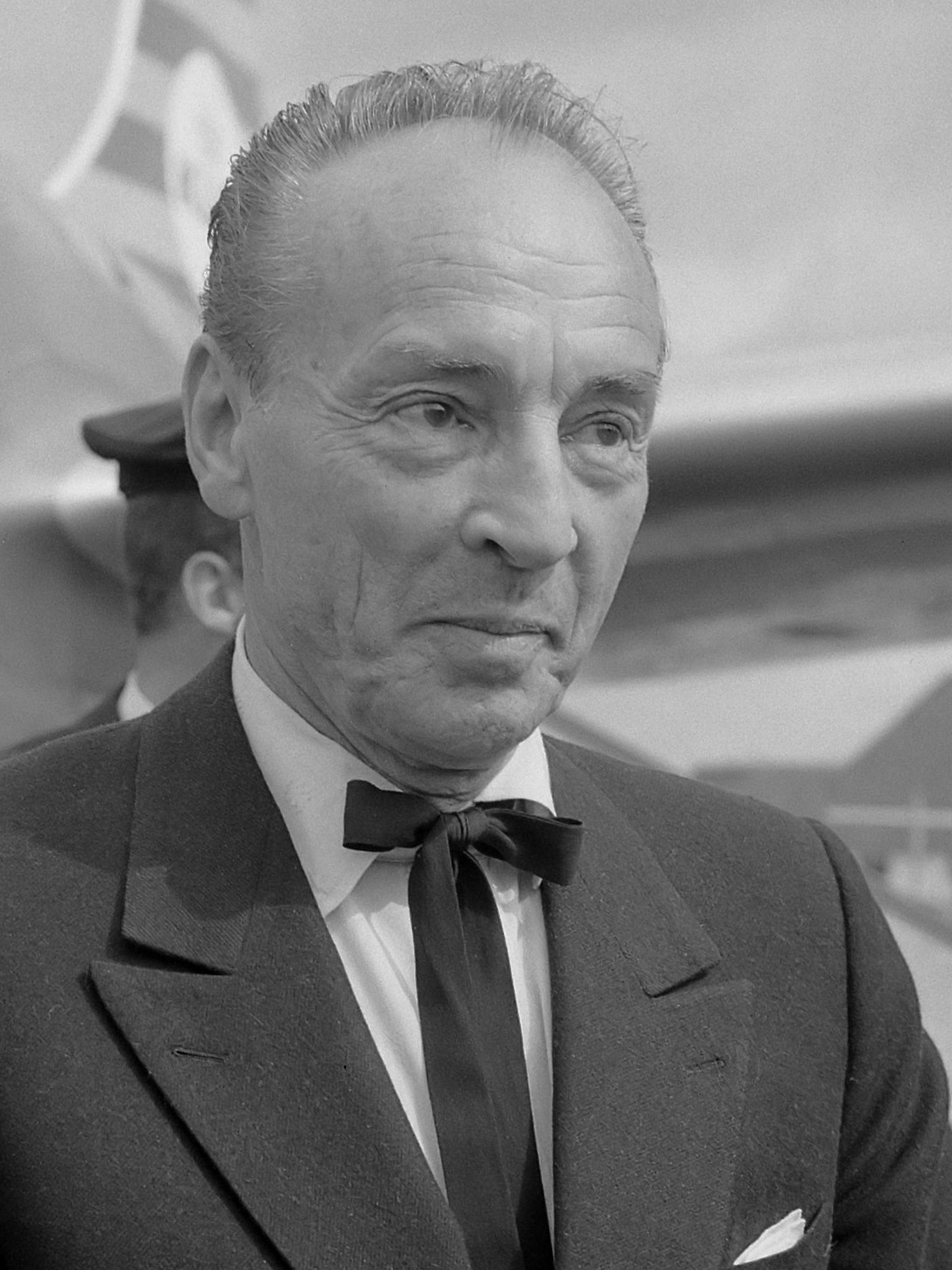
ジョージ・バランシン／4月30日没

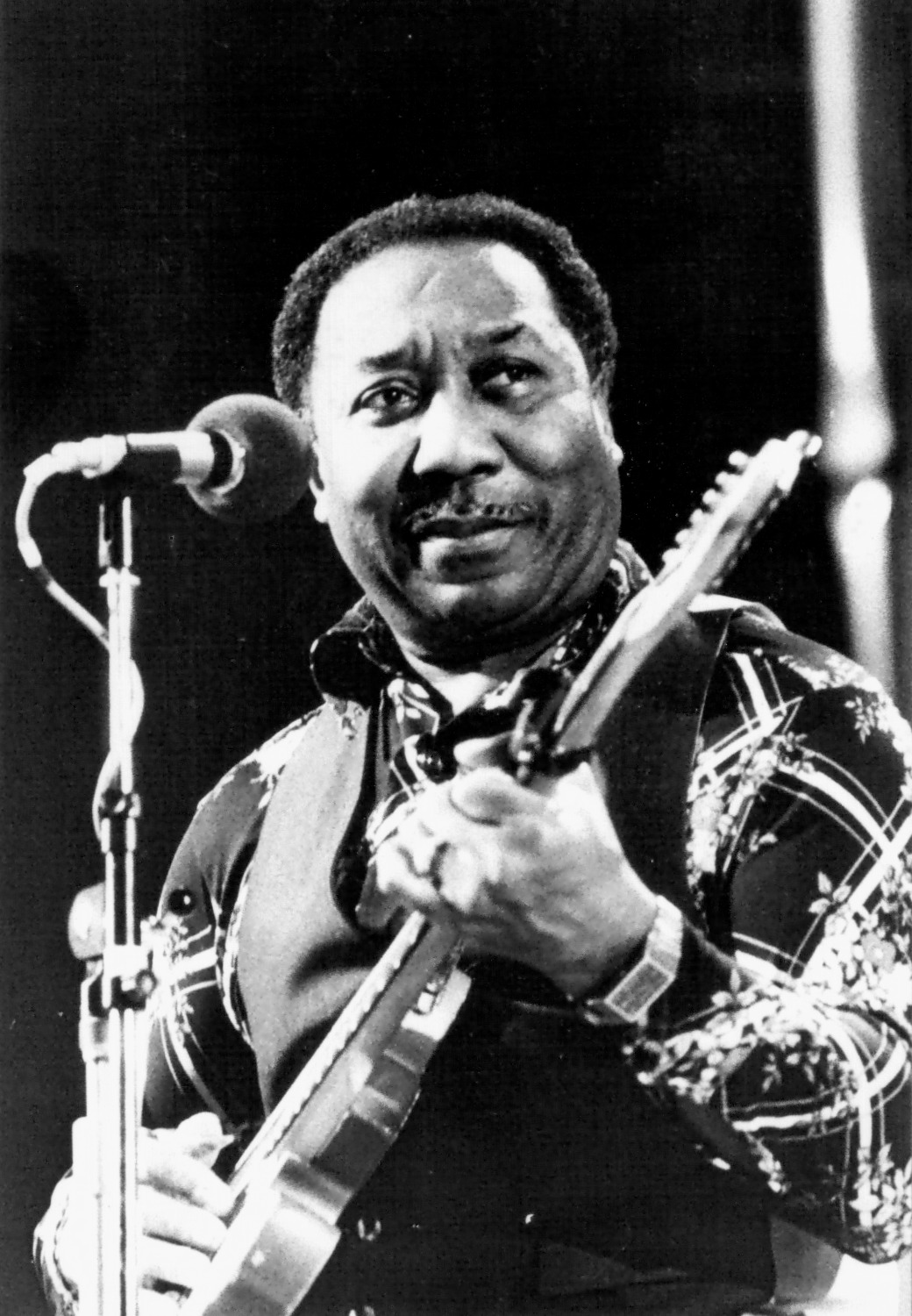
マディ・ウォーターズ／4月30日没

- 4月18日 - 八木治郎、元NHKアナウンサー・テレビ司会者(* 1925年)
- 4月19日 - 中原淳一、イラストレーター（* 1913年）
- 4月22日 - 安田徳太郎、医者・歴史家(* 1898年)
- 4月24日 - 朝井閑右衛門、洋画家（* 1901年）
- 4月24日 - ロルフ・シュトメレン、レーシングドライバー（* 1943年）
- 4月25日 - 伊藤久男、歌手(* 1910年)
- 4月27日 - 山口長男、画家(* 1902年)
- 4月28日 - バルト・ボーク、天文学者(* 1906年)
- 4月29日 - 朝田善之助、部落解放運動家(* 1902年)
- 4月29日 - 若乃里雄三、元力士、世話人（*1932年）
- 4月30日 - ジョージ・バランシン、バレエの振付師(* 1904年)
- 4月30日 - 青江舜二郎、劇作家(* 1904年)
- 4月30日 - 黒柳守綱、ヴァイオリニスト(* 1908年)
- 4月30日 - マディ・ウォーターズ、シカゴ・ブルースの父として知られるミュージシャン(* 1915年)